# Ettischleben

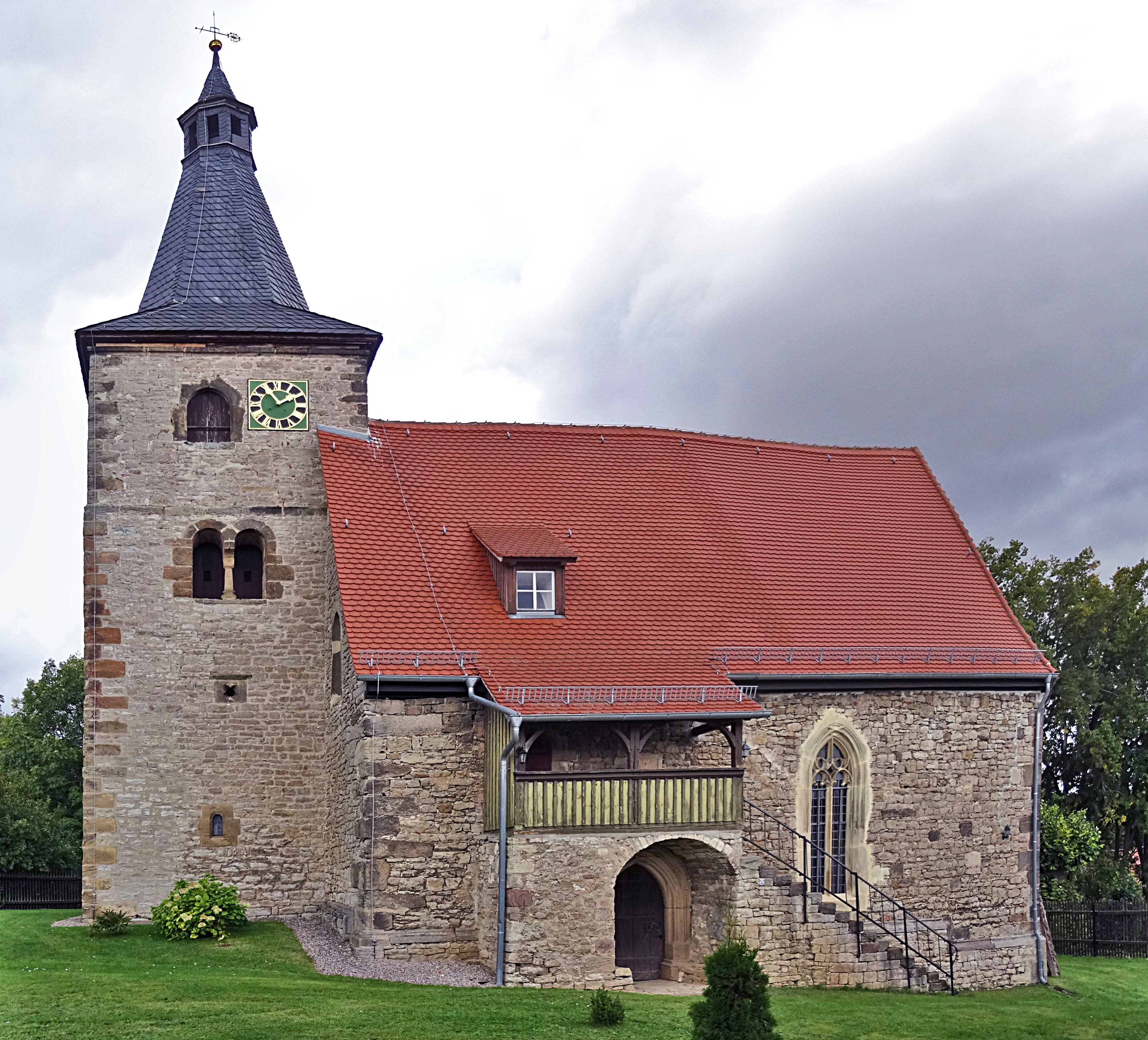
Dorfkirche St. Cyriakus

Ettischleben ist ein Ortsteil der Stadt Arnstadt im Ilm-Kreis (Thüringen) mit etwa 140 Einwohnern auf einer Fläche von 3,49 km².

## Geografie
Ettischleben liegt im Tal der Wipfra im Thüringer Becken etwa sechs Kilometer östlich von Arnstadt. Das Dorf liegt in 300 Metern Höhe in einer waldarmen Umgebung zwischen Alkersleben im Norden, Bösleben im Osten, Marlishausen im Süden und Dornheim im Westen.

## Geschichte
Ettischleben wurde zwischen 750 und 779 zum ersten Mal urkundlich erwähnt. Das Dorf stand seit jeher unter dem Einfluss der nahen Stadt Arnstadt und war daher bis 1920 Teil von Schwarzburg-Sondershausen (Oberherrschaft).
In den Jahren vor 1497 besaß Hermann Ratzenberger ein Ritterlehengut mit drei Hufen in Ettischleben. Das tauschte er in seiner Funktion als Rentmeister des Benediktinerklosters Saalfeld um 1497 mit Immobilien in und um Saalfeld ein. Ratzenberger war ein Spross einer Kleinadelsfamilie in Zopten. Er ist, bevor er Rentmeister wurde, als Amtsschösser zu Heldburg nachweisbar.
Am 1. Juli 1950 wurde Ettischleben in die Gemeinde Alkersleben eingegliedert. Am 20. Mai 1963 wurde sie in die Gemeinde Marlishausen umgegliedert und mit ihr zusammen am 25. März 1994 ein Teil der neu gegründeten Einheitsgemeinde Wipfratal, welche am 1. Januar 2019 nach Arnstadt eingemeindet wurde.

## Politik
Die Arnstädter Ortsteile Ettischleben, Hausen und Marlishausen haben eine gemeinsame Ortsteilverfassung gemäß § 45 Thüringer Kommunalordnung, sodass für alle drei Ortsteile ein gemeinsamer Ortsteilbürgermeister und Ortsteilrat zuständig ist.
Der ehrenamtliche Ortsteilbürgermeister ist Marcel Koppe. Er wurde bei den Kommunalwahlen in Thüringen am 26. Mai 2024 erstmals ins Amt gewählt und löste Katja Beier ab. Zusammen mit acht weiteren Mitgliedern bildet Koppe den Ortsteilrat.

## Bauwerke
Die evangelische Dorfkirche St. Cyriakus ist Teil des Kirchspiels Elxleben. Die Saalkirche ist romanischen Ursprungs und wurde im 16. Jahrhundert umgestaltet, wobei sie ihre heutige Gestalt erhielt.
Im Ort befindet sich auch der Lebenshof, eine in den 1990er-Jahren gegründete Rehabilitationsstätte für Menschen nach psychiatrischer Behandlung, in seelischen Krisen und mit psychischen Erkrankungen.

## Wirtschaft und Infrastruktur
Ettischleben ist ein landwirtschaftlich geprägter Ort. Viele Einwohner pendeln zur Arbeit nach Arnstadt.
Straßen verbinden Ettischleben mit Alkersleben, Dornheim und Marlishausen, wo sich an der Bahnstrecke Arnstadt–Saalfeld auch der nächste Bahnhof befindet.

## Söhne und Töchter des Ortes
- Adolf Franke (1860–1942), Paläontologe